# Беневр
Беневр (фр. Beneuvre) насеље је и општина у источном делу централне Француске у региону Бургоња, у департману Златна обала која припада префектури Монбар.
По подацима из 2011. године у општини је живело 100 становника, а густина насељености је износила 6,49 становника/km². Општина се простире на површини од 15,40 km². Налази се на средњој надморској висини од 430 метара (максималној 511 m, а минималној 375 m).

## Демографија
| 1962. | 1968. | 1975. | 1982. | 1990. | 1999. | 2011. |
| ----- | ----- | ----- | ----- | ----- | ----- | ----- |
| 111   | 119   | 108   | 120   | 94    | 101   | 100   |

График промене броја становника у току последњих година